# Sangen (Kajoran)
Sangen is een bestuurslaag in het regentschap Magelang van de provincie Midden-Java, Indonesië. Sangen telt 688 inwoners (volkstelling 2010).